# Научно-исследовательский институт медицинской приматологии

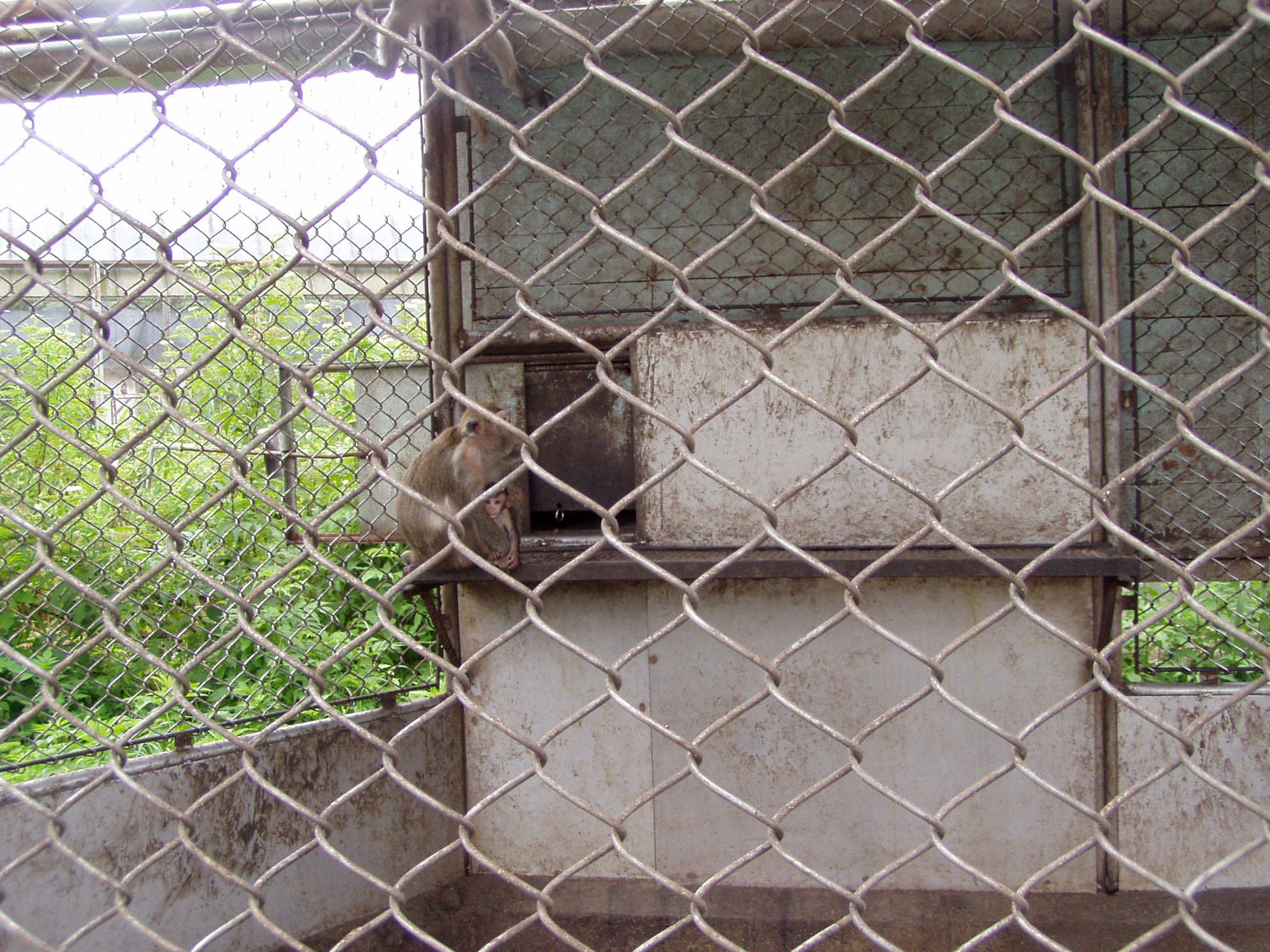
Вольер с макаками-резус

Нау́чно-иссле́довательский институ́т медици́нской приматоло́гии (ФГБНУ «НИИ МП») — научное учреждение в селе Весёлое Адлерского района города Сочи.
Основан в 1927 году. На протяжении существования института здесь производились исследования по изучению высшей нервной деятельности, в областях экспериментальной онкологии, инфекционной патологии и других направлениях.
В институте на обезьянах были апробированы и в дальнейшем внедрены в практику здравоохранения методы активной профилактики столбняка и дифтерии, холеры, газовой гангрены. Проведены исследования по клещевому возвратному тифу, эпидемическому сыпному тифу, полиомиелиту, вирусным энцефалитам, кори, вирусному гепатиту.
В институте производились испытания новых антибиотиков для лечения инфекционных заболеваний, разрабатывались схемы и методы терапии. В начале 1980-х годов были начаты исследования по СПИДу.
Здесь производятся исследования и в областях космической физиологии и медицины.
В настоящее время в больших и малых вольерах размещается более 4 тысяч африканских и азиатских обезьян. Это макаки разных видов (м. резусы, м. яванские, лапундеры, бурые), зелёные мартышки, павианы, гамадрилы.
В институте несколько больших научных подразделений: зоотехническая лаборатория, лаборатория иммунологии и биологии клетки, патологической анатомии, инфекционной патологии, эндокринологии, инфекционной вирусологии и молекулярной биологии. Сотрудники института ведут образовательную деятельность на базе кафедры физиологии Сочинского института РУДН.
Директор института — член-корреспондент РАН профессор Орлов С. В.
Институт осуществляет кооперативные исследования с рядом институтов Москвы, Санкт-Петербурга, а также с учёными США и Германии. Для посетителей, групп отдыхающих производятся показ разных видов обезьян, экскурсии по территории института.
В августе 2011 года здесь прошла 2-я международная конференция по приматологии.